# San Miguel Tlaixpan
San Miguel Tlaixpan es una localidad ubicada en el municipio de Texcoco, en el Estado de México. 

## Ubicación
Colinda al norte con la Purificación Tepetitla, al sur con Nicolás Tlaminca, al este con Santa Catarina del Monte y al oeste con Xocotlan. Tiene una población aproximada de 13000 habitantes. El nombre de origen nahua Tlaixpan significa desde la ladera, se refiere a su localización, en el cerro Tecuacho. 
Se encuentra en las coordenadas GPS: Longitud (dec):-98.811389 Latitud (dec): 19.507222
La localidad se encuentra a una altura de 2400 metros sobre el nivel del mar. Debido a la cercanía con el centro ceremonial Nahua, el cual se ubica en la comunidad de Santa Maria Tecuanulco, la población indígena cada vez más escasa habla el nahuatl, se conservan algunas tradiciones las cuales se realizan en el cerro Tezcotzingo en el cual se localizan los baños de Nezahualcoyotl, así como un templo dedicado a Tlaloc.

## Cultura y costumbres
La ocupación de los habitantes ha evolucionado de manera drástica anteriormente se dedicaban a el cultivo de flores, así como de árboles frutales, en la actualidad muchos huertos se encuentran abandonados debido a que la generación actual ha emigrado al menos a trabajar tanto en la cabecera municipal, como en la Ciudad de México, sin embargo aún se celebra la feria de la manzana como vestigio de épocas en las que se realizaba la cosecha de dicha fruta. Con el cambio climático, son muy escasas las personas que se arriesgan a salir de su casa por los muchos casos de violación reportados en el último año , y si las fechas del temporal de lluvia se han modificado, sin embargo aún hay algunos huertos sobre todo de chabacanos, tejocotes, capulines, perales, manzanos, aguacates, duraznos y otro tipo de árboles como cedros, truenos, fresnos y el cultivo de semillas como el maíz, frijol, haba, cebada, avena, trigo entre otros.
Otra característica común de esta población es la celebración de festividades entre las que destacan la fiesta patronal a San Miguel Arcángel el 29 de septiembre de cada año, en la que se invita a comunidades próximas a compartir la celebración.
- Datos: Q5390819